# Mr. Fuji
Pour les articles homonymes, voir Fujiwara (homonymie).
Harry Fujiwara (né le 4 mai 1934 à Honolulu, Hawaï et mort le 28 août 2016 à Dandridge, Tennessee), connu aussi sous le nom de Mr Fuji, est un catcheur et manager de catch américain d'origine japonaise.
Il commence sa carrière comme catcheur en 1962 d'abord à Hawaï avant d'aller sur le continent américain où on l'annonce comme un catcheur japonais de par ses origines. En 1972, il commence à travailler pour la World Wide Wrestling Federation / World Wrestling Federation (WWWF / WWF) et devient quintuple champion du monde par équipe de la WWWF/WWF (trois fois avec Professor Toru Tanaka (en) puis deux fois avec Mr. Saito) avant d'arrêter sa carrière en 1985. Il devient ensuite manager notamment de l'équipe Demolition à la fin des années 1980 puis de Yokozuna durant les années 1990 et reste dans cette fédération jusqu'en 1996. Il est membre du WWE Hall of Fame depuis 2007.

## Carrière

### Débuts à Hawaï puis en Amérique (1962-1973)
Fujiwara fréquente une salle de sport tenu par l'ancien catcheur Dean Higuchi et c'est là qu'il croise des catcheurs d'Hawaï qui lui conseille de travailler dans ce divertissement. Il fait ses premiers combats de catch en 1962 à Hawaï sous le nom de Mr Fujiwara. Ed Francis, le promoteur de la Mid-Pacific Promotions, décide de lui donner sa chance en faisant de lui un champion par équipe de la National Wrestling Alliance (NWA) Hawaï avec Curtis Iaukea (en) du 7 janvier au 28 mai 1965,.
Il quitte Hawaï pour l'Oregon où il lutte à la Pacific Northwest Wrestling, le territoire de la NWA couvrant cet État. Au sein de cette fédération, il y devient champion par équipe de la NWA Pacific Northwest à deux reprises en 1966, d'abord avec Haru Sasaki du 25 juillet au 6 octobre puis avec Tony Borne du 27 octobre au 10 décembre,,.

### Carrière de manager
Harry Fujiwara est connu pour avoir été le manageur de nombreux catcheurs tels que Yokozuna, Owen Hart et Davey Boy Smith. Il intervenait souvent dans les matchs en donnant sa canne aux lutteurs qu'il manageait ou en jetant du sel dans les yeux de leurs adversaires. En 2007, il est intronisé au Hall Of Fame de la WWE. 

## Décès (2016)
Le 29 août, lors de RAW , une vidéo en son hommage est diffusée.

## Palmarès
- Continental Wrestling Association
  - AWA Southern Tag Team Championship (1 fois) – avec Toru Tanaka[8]

- Georgia Championship Wrestling
  - NWA Georgia Tag Team Championship (1 fois) – avec Toru Tanaka[8]

- Maple Leaf Wrestling
  - NWA Canadian Heavyweight Championship (Toronto version) (1 fois)[8]

- Mid-Atlantic Championship Wrestling
  - NWA Mid-Atlantic Tag Team Championship (1 fois) – avec Genichiro Tenryu[8]

- NWA Mid-Pacific Promotions
  - NWA Hawaii Tag Team Championship (2 fois) – avec Curtis Iaukea (1) et Karl Von Steiger (1)[4]

- NWA New Zealand
  - NWA British Commonwealth Heavyweight Championship (New Zealand version) (1 fois)

- NWA San Francisco
  - NWA United States Heavyweight Championship (San Francisco version) (1 fois)

- Pacific Northwest Wrestling
  - NWA Pacific Northwest Heavyweight Championship (1 fois)[8]
  - NWA Pacific Northwest Tag Team Championship (4 fois) – avec Haru Sasaki (3) et Tony Borne (1)[7]

- Pro Wrestling Illustrated
  - PWI l'a classé #445 des 500 meilleurs catcheurs au cours de "PWI Years" en 2003

- Southeastern Championship Wrestling
  - NWA Southeastern Tag Team Championship (1 fois) – avec Toru Tanaka

- World Championship Wrestling (Australia)
  - IWA World Tag Team Championship (1 fois) – avec Tiger Jeet Singh

- World Wide Wrestling Federation / World Wrestling Federation / World Wrestling Entertainment
  - WWE Hall of Fame (Class of 2007)
  - WWWF/WWF World Tag Team Championship (5 fois) – avec Toru Tanaka (3) et Mr. Saito (2)[9]

- World Wrestling Council
  - WWC North American Heavyweight Championship (1 fois)
  - WWC North American Tag Team Championship (1 fois) – avec Pierre Martel

- Wrestling Observer Newsletter Awards
  - Pire Manager de l'Année (1984, 1985, 1987–1995)